# Love Parade
Love Parade (tysk: Loveparade) var en populær technofest, som var verdens største musikfest inden for elektronisk musik. Festen blev afholdt første gang den 1. juli 1989 i Vestberlin, hvor 150 mennesker deltog. Formålet var at fremme fred og kærlighed mellem folk og nationer. Festivalen havde desuden hentet meget inspiration fra Berlinmurens fald og var således en årlig festligholdelse af dette.
Fra 1989 til 2003 fandt festen og optoget sted i Berlin. Traditionelt fandt festen sted på/ved Straße des 17. Juni, Siegessäule og Brandenburger Tor. I 1999 deltog 1,5 mio. mennesker i festen. På grund af usikkerhed om, hvorvidt det ville blive den sidste "Love Parade" i Berlin, blev antallet af deltagere rekordhøjt. Organisatorerne havde truet med at flytte verdens største technofest til en anden by på grund af de berlinske myndigheders klager over blandt andet affald og udbredt stofmisbrug blandt deltagerne. I 2004 og 2005 var festen blevet aflyst efter uoverensstemmelser med Berlins bystyre om betalingen for oprydningen. Den 15. juli 2006 fandt festen dog sted igen, hvor 1,2 millioner mennesker deltog.
I 2007 blev festivalen dog flyttet til Ruhr-distriktet; Love Parade blev afholdt i Essen (2007), Dortmund (2008) og Duisburg (2010). I 2009 skulle den have fundet sted i Bochum, hvilket blev aflyst. Ved festen den 24. juli 2010 blev 21 dræbt og mere end 500 såret. Love Parade var en af verdens største technoarrangementer og efter tragedien i 2010 besluttede folkene bag festivalen dog at lukke den.
I Zürich i Schweiz finder en tilsvarende fest sted, kaldet Street Parade.
- 1998 i Berlin
- 1999 i Berlin
- 2008 i Dortmund